# Потрошители
«Потрошители» (англ. Repo Men) — научно-фантастический триллер режиссёра Мигеля Сапочника. Мировая премьера картины состоялась 19 марта 2010 года, релиз на DVD — 10 августа.
Был снят по мотивам книги Эрика Гарсии «Грязное Мамбо или Потрошители».

## Сюжет
В 2025 году человечество научилось создавать биомеханические органы. Корпорация Union специализируется на их продаже наличными или в кредит, при этом последний вариант более выгоден для неё с коммерческой точки зрения. Однако, если просрочить ежемесячную выплату на 96 дней, орган требуется вернуть компании-владельцу. За органом приходит потрошитель, который на законном основании извлекает его, даже если данная операция приведёт к смерти носителя.
Реми и его школьный друг Джейк Фрейвальд считаются лучшими потрошителями. Однако жена Реми Кэрол недовольна его родом занятий, опасаясь негативного влияния на их сына Питера и советуя устроиться на низкооплачиваемую работу в отделе продаж Union. На семейном барбекю Реми разрешает Джейку вскрыть должника ради изъятия почки, увидевшая произошедшее Кэрол в ярости уходит из дома вместе с сыном. В ходе патрулирования территории друзья обнаруживают «гнездо», в котором скрываются готовящиеся к эмиграции из страны пара десятков злостных неплательщиков Union. После успешного рейда их начальник Фрэнк, в основном занимающийся продажами, предлагает друзьям создать собственную службу потрошителей, которая будет на более выгодных условиях выполнять подряды компании. Реми начинает интересоваться возможностью перехода в отдел продаж, но его напарник намеренно забалтывает тему. После этого Фрейвальд просит друга выполнить последний заказ, после чего тот может спокойно переходить в отдел продаж. Целью потрошителя оказывается задолжавший за механическое сердце музыкант, поклонником которого и является Реми. Потрошитель помогает своему клиенту записать последнюю песню, после чего применяет дефибриллятор для остановки искусственного органа.
Однако в устройстве происходят неполадки, и уже собственное сердце Реми заменяют оформленным в кредит изделием Union. Кэрол заставляет мужа перейти в отдел продаж, а сам он переезжает жить к Джейку. Пытаясь вернуться к нормальной жизни бывший потрошитель неожиданно осознает возникшую в нём симпатию к клиентам Union, из-за которой он не может врать им о «выгодных условиях» кредита или снова вырезать просроченные органы у должников. Вскоре у Реми не оказывается средств для оплаты своего сердца. Узнавший о неплатежах Фрейвальд берёт друга в новый налёт на «гнездо», но тот отказывается выполнять привычную для потрошителей работу. Напарник отказывается выпустить Реми, которого неожиданно оглушает один из должников.
Придя в себя Реми знакомится с певицей Бет, которую уже видел раньше в баре. В ходе дальнейшего общения выясняется, что задолженность касается практически всего её тела, кроме губ и сердца. Вместе они проникают в офис Union в надежде обнулить свои персональные счета, но их застаёт Джейк, позволяющий им сбежать. Пара решает укрыться на заброшенной городской окраине. Бет рассказывает, как пришла к такой жизни: после появления ряда заболеваний и пережитой автомобильной аварии из-за имевшихся долгов ей пришлось купить искусственные органы на чёрном рынке. Реми и Бет начинают встречаться, а бывший потрошитель решает с помощью печатной машинки задокументировать свою прежнюю жизнь. Неожиданно их выслеживают бывшие напарники Реми, однако паре удаётся сбежать — при этом Реми, защищая Бет, убивает потрошителя.
Реми проникает на своё прежнее место работы с целью забрать сканирующие глушители, которые он обнаружил во время последнего рейда. Попытка заставить Фрэнка очистить счёт бывшего потрошителя проваливается — после случившегося данная операция доступна только в центральном офисе Union. Пара решает сбежать из страны, но служба безопасности аэропорта вычисляет их благодаря повреждённому коленному протезу Бет. С боем им удаётся покинуть здание, после чего они решают заменить её колено на чёрном рынке.
После успешной операции их настигает Джейк, предлагающий своему напарнику снова стать потрошителем. Реми отказывается от этого предложения, после чего его друг признаётся — он намеренно повредил дефибриллятор, чтобы они и дальше работали вместе как в старые времена. В ходе дальнейшего боя Реми и Бет общими усилиями удаётся обезвредить Фрейвальда, хотя сам бывший потрошитель при этом потерял сознание. Реми решает стереть записи всех клиентов-должников Union, но перед этим он в последний раз встречается с Кэрол и Питером, которым отдаёт свою рукопись.
Пара проникает в штаб-квартиру Union, после чего начинает с боём продвигаться к базе данных. Сумев пробраться туда с помощью искусственного глаза Бет, они умудряются забаррикадироваться изнутри на виду у Джейка и Фрэнка. Для очистки своих записей пара вынуждена порезать себя скальпелем и отсканировать органы внутри собственных тел. Сумевшие проникнуть в серверную Джейк и Фрэнк обнаруживают, что Реми пытается отсканировать последний орган умирающей Бет. Из-за увиденного Фрейвальд отказывается убивать должников, после чего применяет своё оружие против Фрэнка и взрывает базу данных, попутно пытаясь спасти Бэт.
Далее Реми отдыхает на тропическом острове вместе с Бет и Джейком, его рукопись вышла в свет под названием «Грязное Мамбо, или Потрошители». Однако некоторые вещи мешают бывшему потрошителю наслаждаться покоем:
- Джейк неожиданно исчезает, оставив на своём стуле книгу,
- Сам пляж какое-то время статически мерцает, прежде чем вернуться в исходное состояние

Выясняется, что при потере сознания в драке с Джейком Фрейвальдом Реми получил повреждение головного мозга и впал в кому. Бывший напарник оплатил имевшийся долг за искусственное сердце и подключил его к «Нейронной сети М5» — устройству, поддерживающему жизнедеятельность пользователя, при этом погружая его в мир собственных грёз. Бет находится без сознания, но Джейк обещает позаботиться о ней, после чего прощается с другом. Фильм оканчивается рекламным монологом Фрэнка, теперь занимающегося продажами нейронных сетей.

## В ролях
- Джуд Лоу — Реми
- Форест Уитакер — Джейк Фрейвалд
- Алисе Брага — Бет
- Лев Шрайбер — Фрэнк Мерсер
- Кэрис ван Хаутен — Кэрол, жена Реми
- Чандлер Кентербери — Питер
- Джо Пинг — Рэй
- Лиза Лапира — Алва
- Джон Легуизамо — в титрах не указан

## Релиз
Потрошители вышли в кинопрокат в Канаде и США 19 марта 2010 года, хотя изначально датой релиза было 2 апреля. В России фильм вышел 1 апреля 2010 года. В рамках маркетинга 15 марта 2010 года на Apple.com был выпущен семиминутный комикс.
27 июля 2010 года вышли версии фильма для DVD и Blu-ray.

## Приём

### Отзывы
Фильм получил в основном негативные отзывы со стороны кинокритиков. Оценка агрегаторов Metacritic и Rotten Tomatoes составила 32 % (на базе 31 рецензии) и 22 % (на основе 147 обзоров со средним рейтингом 4,2 балла из 10).

## Кассовые сборы
В дебютный уикенд кинопроката Потрошители заняли 4-е место в Северной Америке с показателем 6 126 170 долл. от трансляции в 2521 кинотеатрах. Общие кассовые сборы картины по всему миру составили 17 805 837 долл., из которых на Северную Америку пришлось 13 794 835 долл. В Российской Федерации вышедший на 329 копиях фильм собрал 64 437 120 руб. (2 184 309 долл.). В июле 2010 года Parade Magazine поставил картину на седьмое место в списке «Самых больших кассовых провалов 2010 года (на данный момент)».